# Nephodia abortivata
Nephodia abortivata là một loài bướm đêm trong họ Geometridae.